# Gyömrő
Gyömrő  este un oraș în districtul Monor, județul Pesta, Ungaria, având o populație de 15.756 de locuitori (2011). 

## Demografie
Componența etnică a orașului Gyömrő
     Maghiari (96,23%)
     Necunoscut (1,13%)
     Alții (2,64%)
Componența confesională a orașului Gyömrő
     Romano-catolici (28,71%)
     Fără religie (18,62%)
     Reformați (13,18%)
     Luterani (1,68%)
     Atei (1,58%)
     Greco-catolici (1,01%)
     Necunoscută (35,02%)
     Alte religii (3,17%)
Conform recensământului din 2011, orașul Gyömrő avea 15.756 de locuitori. Din punct de vedere etnic, majoritatea locuitorilor (96,23%) erau maghiari. Apartenența etnică nu este cunoscută în cazul a 1,13% din locuitori. Nu există o religie majoritară, locuitorii fiind romano-catolici (28,71%), persoane fără religie (18,62%), reformați (13,18%), luterani (1,68%), atei (1,58%) și greco-catolici (1,01%). Pentru 35,02% din locuitori nu este cunoscută apartenența confesională.